# Индекс массы тела
И́ндекс ма́ссы те́ла (ИМТ, англ. body mass index (BMI)) — величина, позволяющая оценить степень соответствия массы человека и его роста и тем самым косвенно судить о том, является ли масса недостаточной, нормальной или избыточной. Важен при определении показаний для необходимости лечения.
Индекс массы тела рассчитывается по формуле:
{\displaystyle I={\frac {m}{h^{2}}}},
где:
- m — масса тела в килограммах,
- h — рост в метрах,

и измеряется в кг/м².
Например, масса человека = 77 кг, рост = 170 см. Следовательно, индекс массы тела в этом случае равен:
ИМТ = 77 : (1,70 × 1,70) ≈ 26,64 кг/м²
Показатель индекса массы тела разработан бельгийским социологом и статистиком Адольфом Кетле в 1835 году.

## Интерпретация показателей ИМТ
В соответствии с рекомендациями ВОЗ разработана следующая интерпретация показателей ИМТ:
| Индекс массы тела | Соответствие между массой человека и его ростом |
| ----------------- | ----------------------------------------------- |
| 16 и менее        | Выраженный дефицит массы тела                   |
| 16—18,5           | Недостаточная (дефицит) масса тела              |
| 18,5—25           | Норма                                           |
| 25—30             | Избыточная масса тела (предожирение)            |
| 30—35             | Ожирение 1 степени                              |
| 35—40             | Ожирение 2 степени                              |
| 40 и более        | Ожирение 3 степени                              |

Индекс массы тела следует применять с осторожностью, исключительно для ориентировочной оценки, например, попытка оценить с его помощью телосложения профессиональных спортсменов может дать неверный результат (высокое значение индекса в этом случае объясняется развитой мускулатурой). Поэтому для более точной оценки степени накопления жира наряду с индексом массы тела целесообразно определять также индексы центрального ожирения.
С учётом недостатков метода определения индекса массы тела был разработан индекс объёма тела.
Кроме того, для определения нормальной массы тела может быть применён ряд индексов:
1. Индекс Брока используется при росте 155—170 см. Нормальная масса тела при этом = (рост [см] — 100) ± 10 %.
2. Индекс Брейтмана. Нормальная масса тела = рост [см] • 0,7 — 50 кг
3. Индекс Бернгарда. Идеальная масса тела = рост [см] • окружность грудной клетки [см] / 240
4. Индекс Давенпорта. Масса человека [г], делится на рост [см], возведённый в квадрат. Превышение показателя выше 3,0 свидетельствует о наличии ожирения (очевидно, это тот же ИМТ, только делённый на 10)
5. Индекс Ноордена. Нормальная масса тела = рост [см] • 0,42
6. Индекс Татоня. Нормальная масса тела = рост [см] — (100 + (рост [см] — 100) / 20)

В клинической практике для оценки массы тела наиболее часто используется индекс массы тела.
Кроме росто-весовых показателей, может быть использован метод определения толщины кожной складки, предложенный Коровиным. По этой методике определяется толщина кожной складки на уровне 3 ребра (в норме — 1—1,5 см) и парасагиттально на уровне пупка (сбоку от прямой мышцы живота, в норме 1,5—2 см).

## Недостатки и ограничения
Вопреки распространённому мнению, избыточному количеству жира в организме не всегда соответствует повышенный индекс массы тела. К примеру, среди жителей Финляндии с нормальным по критерию ВОЗ ИМТ (<25 кг/м²), не менее 20 % мужчин и не менее 30 % женщин имеют повышенное содержание жира. Такое несоответствие объясняется малоподвижным образом жизни, при котором при отсутствии избыточной массы по критерию ИМТ объём мышц недостаточен и массу тела обеспечивает жир вместо мышц.
Интерпретация показателей ИМТ, рекомендованная ВОЗ, не учитывает пол и возраст человека. Статистика многих стран показывает, что ИМТ у мужчин выше, чем у женщин. Кроме того, ИМТ обычно выше у людей зрелого возраста, чем у юных людей и людей постарше. Например, в таблице «Индекс массы тела у мужчин и женщин от 20 лет и выше» приведена статистика антропометрических данных об ИМТ в США, собранная министерством здравоохранения США:
| Индекс массы тела, выборочные перцентили в зависимости от пола и возраста жителей США, 2007—2010. Источник: Antropometric Reference Data for Children and Adults: United States от Министерства здравоохранения США | Индекс массы тела, выборочные перцентили в зависимости от пола и возраста жителей США, 2007—2010. Источник: Antropometric Reference Data for Children and Adults: United States от Министерства здравоохранения США | Индекс массы тела, выборочные перцентили в зависимости от пола и возраста жителей США, 2007—2010. Источник: Antropometric Reference Data for Children and Adults: United States от Министерства здравоохранения США | Индекс массы тела, выборочные перцентили в зависимости от пола и возраста жителей США, 2007—2010. Источник: Antropometric Reference Data for Children and Adults: United States от Министерства здравоохранения США | Индекс массы тела, выборочные перцентили в зависимости от пола и возраста жителей США, 2007—2010. Источник: Antropometric Reference Data for Children and Adults: United States от Министерства здравоохранения США | Индекс массы тела, выборочные перцентили в зависимости от пола и возраста жителей США, 2007—2010. Источник: Antropometric Reference Data for Children and Adults: United States от Министерства здравоохранения США | Индекс массы тела, выборочные перцентили в зависимости от пола и возраста жителей США, 2007—2010. Источник: Antropometric Reference Data for Children and Adults: United States от Министерства здравоохранения США | Индекс массы тела, выборочные перцентили в зависимости от пола и возраста жителей США, 2007—2010. Источник: Antropometric Reference Data for Children and Adults: United States от Министерства здравоохранения США | Индекс массы тела, выборочные перцентили в зависимости от пола и возраста жителей США, 2007—2010. Источник: Antropometric Reference Data for Children and Adults: United States от Министерства здравоохранения США | Индекс массы тела, выборочные перцентили в зависимости от пола и возраста жителей США, 2007—2010. Источник: Antropometric Reference Data for Children and Adults: United States от Министерства здравоохранения США | Индекс массы тела, выборочные перцентили в зависимости от пола и возраста жителей США, 2007—2010. Источник: Antropometric Reference Data for Children and Adults: United States от Министерства здравоохранения США |
| Возраст | Перцентили индекса массы тела | Перцентили индекса массы тела | Перцентили индекса массы тела | Перцентили индекса массы тела | Перцентили индекса массы тела | Перцентили индекса массы тела | Перцентили индекса массы тела | Перцентили индекса массы тела | Перцентили индекса массы тела | |
| Возраст | 5 % | 10 % | 15 % | 25 % | 50 % | 75 % | 85 % | 90 % | 95 % | |
| Возраст | ИМТ у мужчин, кг/м2 | ИМТ у мужчин, кг/м2 | ИМТ у мужчин, кг/м2 | ИМТ у мужчин, кг/м2 | ИМТ у мужчин, кг/м2 | ИМТ у мужчин, кг/м2 | ИМТ у мужчин, кг/м2 | ИМТ у мужчин, кг/м2 | ИМТ у мужчин, кг/м2 | |
| --- | --- | --- | --- | --- | --- | --- | --- | --- | --- | --- |
| 20 лет до 80+ (всего в среднем) | 20,7 | 22,2 | 23,2 | 24,7 | 27,8 | 31,5 | 33,9 | 35,8 | 39,2 | |
| 20—29 лет | 19,4 | 20,7 | 21,4 | 22,9 | 25,6 | 29,9 | 32,3 | 33,8 | 36,5 | |
| 30—39 лет | 21,0 | 22,4 | 23,3 | 24,9 | 28,1 | 32,0 | 34,1 | 36,2 | 40,5 | |
| 40—49 лет | 21,2 | 22,9 | 24,0 | 25,4 | 28,2 | 31,7 | 34,4 | 36,1 | 39,6 | |
| 50—59 лет | 21,5 | 22,9 | 23,9 | 25,5 | 28,2 | 32,0 | 34,5 | 37,1 | 39,9 | |
| 60—69 лет | 21,3 | 22,7 | 23,8 | 25,3 | 28,8 | 32,5 | 34,7 | 37,0 | 40,0 | |
| 70—79 лет | 21,4 | 22,9 | 23,8 | 25,6 | 28,3 | 31,3 | 33,5 | 35,4 | 37,8 | |
| 80 лет и выше | 20,7 | 21,8 | 22,8 | 24,4 | 27,0 | 29,6 | 31,3 | 32,7 | 34,5 | |
| Возраст | ИМТ у женщин, кг/м2 | ИМТ у женщин, кг/м2 | ИМТ у женщин, кг/м2 | ИМТ у женщин, кг/м2 | ИМТ у женщин, кг/м2 | ИМТ у женщин, кг/м2 | ИМТ у женщин, кг/м2 | ИМТ у женщин, кг/м2 | ИМТ у женщин, кг/м2 | |
| 20 лет до 80+ (всего в среднем) | 19,5 | 20,7 | 21,7 | 23,3 | 27,3 | 32,5 | 36,1 | 38,2 | 42,0 | |
| 20—29 лет | 18,8 | 19,9 | 20,6 | 21,7 | 25,3 | 31,5 | 36,0 | 38,0 | 43,9 | |
| 30—39 лет | 19,4 | 20,6 | 21,6 | 23,4 | 27,2 | 32,8 | 36,0 | 38,1 | 41,6 | |
| 40—49 лет | 19,3 | 20,6 | 21,7 | 23,3 | 27,3 | 32,4 | 36,2 | 38,1 | 43,0 | |
| 50—59 лет | 19,7 | 21,3 | 22,1 | 24,0 | 28,3 | 33,5 | 36,4 | 39,3 | 41,8 | |
| 60—69 лет | 20,7 | 21,6 | 23,0 | 24,8 | 28,8 | 33,5 | 36,6 | 38,5 | 41,1 | |
| 70—79 лет | 20,1 | 21,6 | 22,7 | 24,7 | 28,6 | 33,4 | 36,3 | 38,7 | 42,1 | |
| 80 лет и выше | 19,3 | 20,7 | 22,0 | 23,1 | 26,3 | 29,7 | 31,6 | 32,5 | 35,2 | |

Если применять показатели ИМТ, рекомендованные ВОЗ, то получится, что больше половины женщин и мужчин старше 30 лет в России страдают избытком массы, и около трети — ожирением. В документе «Глобальный план действий ВОЗ по профилактике неинфекционных заболеваний на 2013—2020 годы» организация ставит целью прекращение роста числа случаев диабета и ожирения, а к факторам риска для этой цели относят распространённость избыточной массы и ожирения у лиц в возрасте от 18 лет (избыточная масса: если ИМТ ≥ 25 кг/м2; ожирение: если ИМТ ≥ 30 кг/м2. Согласно исследованию ВОЗ, в 2010 году средний ИМТ у мужчин старше 18 лет был 25,7, а в 2014 — 26,1. У женщин соответственно 26,7 и 26,5). Средний ИМТ на 2014 год больше 30 у мужчин на островах Кука, в государствах Науру, Ниуэ и Тонга.
Слово «норма» нередко понимается как «средняя величина», но нормальные показатели ИМТ по критериям ВОЗ не соответствуют стандартному нормальному распределению статистических значений ИМТ среди населения. Например, женщина, ИМТ которой находится точно посередине статистических значений среди населения своей страны, будет считаться «имеющей избыточный вес» в большинстве стран мира.
Границы нормы ИМТ несколько раз изменялись за последние 30 лет во многих странах; так, до 1998 года в США считался нормальным ИМТ до 27,8 кг/м², но после 1998 года стандарты изменились, и рекомендованная врачами норма ИМТ стала ограничена сверху значением 25 кг/м². После этого изменения стандартов примерно на 29 миллионов больше американцев стало считаться страдающими избыточной массой и ожирением. В Гонконге и Японии ожирением считаются значения ИМТ от 25.
Вес может остаться неизменным при одновременном наращивании мышечной массы и избавлении от жира. Именно поэтому фигура, форма тела, лучше отражает здоровье.
Исследование Американской кардиологической ассоциации показало, что измерения размеров тела точнее прогнозируют риск заболеваний сердца, чем широко используемый ИМТ (индекс массы тела). Риск диабета 2-го типа и сердечно-сосудистых заболеваний увеличивается, когда больше жира расположено в талии, а не в районе бёдер.

## Корреляция между ИМТ и болезнями
Увеличение ИМТ положительно коррелирует с увеличением вероятности появления злокачественной опухоли, в частности, аденокарциномы пищевода, и, возможно, аденокарциномы кардии. Также известна положительная корреляция между ИМТ и ГЭРБ.
В соответствии с некоторыми исследованиями, наибольшая средняя продолжительность жизни мужчин соответствовала ИМТ, равному 20—21. Существует также «парадокс ожирения», когда очень тучные люди с большим ИМТ и долго живут, и особо не болеют. Исследования последнего десятилетия показали, что зависимость продолжительности жизни от индекса ИМТ оказалась J-образной, максимум на 25—27, затем достигает минимума для 33 кг/м² и начинает снова расти к 40 кг/м². Дальнейшие исследования подтвердили, что само ожирение вряд ли является фактором лучшей выживаемости, скорее всего ожирение в зависимости от наличия или отсутствия какого-то дополнительного фактора. Например, генетические особенности и тип жировой ткани (белая, бурая, бежевая); наличие или отсутствие метаболического синдрома. Метаболический синдром (ещё называют «смертельный квартет») — это увеличение массы висцерального жира (в районе живота), сочетание ожирения, атерогенной дислипидемии, нарушения толерантности к глюкозе и гипертриглицеридемии (не обязательно все эти факторы, достаточно двух). Индекс объёма тела по сравнению с ИМТ как раз и показывает долю висцерального жира, он начинается с 3D-сканирования поверхности тела и вычисляется как отношение объёма живота к объёму всего тела.

## Интуитивный смысл ИМТ
Индекс массы тела можно понимать как простую меру «шарообразности» человека.
Допуская, что площадь человеческого тела S пропорциональна квадрату роста {\displaystyle S\sim h^{2}}, где h это высота; а масса m, при фиксированной плотности, — его объему {\displaystyle m\sim V}, то мы имеем
{\displaystyle {\text{ИМТ}}={\frac {m}{h^{2}}}={\frac {\rho V}{h^{2}}}\sim {\frac {V}{S}}}
Из чего следует, что ИМТ пропорционален объему человека, деленному на площадь его кожи.
Отношение объема к площади достигает максимального значения, когда тело имеет форму шара, а минимального — когда тело наиболее вытянуто. Соответственно, при одинаковой плотности тел, большее ИМТ соответствует большей шарообразности, а меньшее — большей вытянутости.

## ИМТ и призыв в армию
В России, если на момент призыва ИМТ у молодого человека выше или ниже установленных норм, то ему дают 1 раз отсрочку на 6 месяцев. В течение этого времени он должен проходить обследование в поликлинике, где контролируется его масса и здоровье. Если не выявляются серьёзные заболевания и отклонения в здоровье, а также если масса не изменяется, то молодого человека призывают в вооружённые силы РФ. А, к примеру, на Тайване молодого человека комиссуют, причём не важно, было ли это действительно ожирение или мышечная масса, что ещё раз подтверждает недостатки ИМТ, о которых было сказано выше.
| а) у лиц в возрасте 18—25 лет             | ИМТ, кг/м2 |
| ----------------------------------------- | ---------- |
| Недостаточность питания                   | менее 18,5 |
| Пониженное питание                        | 18,5—19,4  |
| Нормальное соотношение роста и массы тела | 19,5—22,9  |
| Повышенное питание                        | 23,0—27,4  |
| Ожирение I степени                        | 27,5—29,9  |
| Ожирение II степени                       | 30,0—34,9  |
| Ожирение III степени                      | 35,0—39,9  |
| Ожирение IV степени                       | 40 и более |
| б) у лиц в возрасте 26—45 лет             | ИМТ, кг/м2 |
| Недостаточность питания                   | менее 19,0 |
| Пониженное питание                        | 19,0—19,9  |
| Нормальное соотношение роста и массы тела | 20,0—25,9  |
| Повышенное питание                        | 26,0—27,9  |
| Ожирение I степени                        | 28,0—30,9  |
| Ожирение II степени                       | 31,0—35,9  |
| Ожирение III степени                      | 36,0—40,9  |
| Ожирение IV степени                       | 41 и более |

В Российской Федерации призывник считается не годным к службе при недостаточности питания или ожирении IV степени.

## Критика
В последние годы[когда?] методика определения границ «нормальности», избыточной массы и ожирения по величине ИМТ подвергается всё чаще критике со стороны американских и канадских учёных[каких?] как неблагонадёжная и вводящая в заблуждение. В частности, ИМТ не учитывает распределение в организме жира и мышечной массы. Плотность мышечной ткани выше, чем жировой. Фактически все люди с атлетическим и мускулистым телосложением обладают показателями ИМТ выше нормы и при пониженной жировой массе.
ИМТ критикуется в контексте того, что он часто применяется как основной инструмент для оценки здоровья пациентов. Доктор Линдо Бэкон, физиолог из Калифорнии, заметил, что люди, чей ИМТ находится в пределах нормы, также страдают от таких недугов, как диабет или сердечные заболевания и наоборот, люди с повышенной массой могут быть здоровыми и долгожителями.
В 2020 году группа канадских врачей[каких?] опубликовала руководство, призывающее отказаться от ИМТ и в целом переосмыслить отношение к пациентам с ожирением. В частности, они утверждали, что хотя ИМТ используется для оценки степени ожирения, она никак не может выступать точным инструментом для выявления осложнений, связанных с ожирением. Некоторые врачи и учёные[какие?] выступают за то, чтобы данная методика была заменена на ABCD — классификацию, основанную на выявлении хронического заболевания и в целом проблем со здоровьем, спровоцированных ожирением, но без учёта просто людей с избыточной массой, здоровых или страдающих от заболеваний, не связанных с массой. Звучали также более категоричные обвинения в том, что ИМТ укрепляет белое превосходство на фоне того, что темнокожие и латиноамериканцы в США в среднем больше страдают от ожирения, чем белое население. В июне 2023 года Американская медицинская ассоциация раскритиковала концепцию индекса массы тела как имеющую расистские корни и призвала врачей отказаться от неё.
Критики также утверждали, что методика ИМТ и границы определения нормальной и избыточной массы базируется на стандартах белого мужского тела и в итоге не учитывает особенности телосложения и жироотложения небелых народов, многие из которых могут быть склонны к большему накапливанию жира при хороших показателях здоровья. Например в рамках исследования сотрудников Стэнфордского университета было выявлено, что чернокожие женщины страдают от вызванных ожирением заболеваний (гипертония, дислипидемия и сахарный диабет) при более высоких показателях ИМТ (>29—31), нежели белые женщины (>27—29). Обратная картина наблюдается у чёрных мужчин (>27—29) и белых (>28—30).
Иная ситуация складывается с дальневосточными народами, обладающими в целом заметно пониженными показателями ИМТ, но и гораздо чаще страдающими от заболеваний, связанных на Западе с ожирением, например диабетом 2-го типа. Исследования, проведённые с участием китайцев, показали, что их лица, находящееся в группе риска заболевания диабетом, имели «здоровые» показатели ИМТ, в том числе и замеры талии по европеоидным меркам. В итоге это делает ИМТ как инструмент для оценки здоровья крайне неподходящим для азиатов.
Другая часть исследователей оправдывает методику ИМТ, указывая на многолетние исследования, доказывающие отрицательное влияние крайне высокого или низкого ИМТ на общее здоровье и продолжительность жизни людей вне зависимости от их национальности и расы. В частности, представители Гарвардской школы общественного здравоохранения с одной стороны признали, что ИМТ является далеко не идеальным показателем, что особенно касается мускулистых людей, однако ИМТ выступает достаточно точным измерителем уровня жира у недостаточно спортивных людей, коих абсолютное большинство.